# Cinachyrella desqueyrouxae
Espèce
Synonymes
- Cinachyrella globulosa Desqueyroux-Faúndez & van Soest, 1997 (homonyme junior de Cinachyrella globulosa (Gray, 1873)

Cinachyrella desqueyrouxae est une espèce d'éponges de la famille des Corallistidae.

## Distribution
L'espèce est décrite des îles Galápagos, dans l'Océan Pacifique.

## Taxinomie
L'espèce est décrite en 1997 par Ruth Desqueyroux-Faúndez et Rob W. M. van Soest sous le nom de Cinachyrella globulosa. Ce nom est un homonyme junior de Cinachyrella globulosa (Gray, 1873), à la suite du déplacement de Psetalia globulosa Gray, 1873 pour le genre Cinachyrella. Par conséquent, Rob van Soest et John N. A. Hooper proposent en 2020 un nom de remplacement pour l'espèce décrite en 1997, en la dédiant à la première descriptrice, Ruth Desqueyroux-Faúndez.